# Dirección de Inteligencia del Estado Mayor de la Defensa Nacional
Die Dirección de Inteligencia del Estado Mayor de la Defensa Nacional (DIEMDN - D2) (dt. „Nachrichtendienstliche Abteilung des Generalstabs der Streitkräfte“) ist der militärische Nachrichtendienst Guatemalas. Nach dem entsprechenden Führungsgrundgebiet des Generalstabs wurde er auch G2 genannt.

## Geschichte
Die heutige DIEMDN entstand aus der früheren Oficina de Inteligencia Militar, die während des Bürgerkriegs in den 1960er Jahren stark ausgebaut wurde und als Geheimpolizei praktisch in alle Bereiche des Staates hineinwirkte. Dank der Unterstützung aus Israel, den USA und später Taiwans baute der Dienst 1979 ein EDV-Zentrum auf, 1980 eine Geheimdienstschule und dann auch eine Fernmelde- und Elektrotechnikschule. Mitarbeiter des guatemaltekischen Nachrichtendienstes wurden in den 1980er Jahren bei zahlreichen ausländischen Diensten ausgebildet und im Inland von etwa 300 israelischen Experten unterstützt.
1983 verfügte die Dirección de Inteligencia Militar über mehr als 2.000 hauptamtliche Mitarbeiter und über zahlreiche Informanten bei den so genannten Patrullas de Autodefensa Civil, den Bürgerwehren, die vor allem auf dem Land die kommunistische Guerilla bekämpften. Die Dirección de Intelligencia Militar verübte in diesen Jahren mit den Streitkräften und Spezialeinheiten zahlreiche Verbrechen. Die informellen Bezeichnung stand für Menschenrechtsverletzungen und willkürliche Aktionen. Aus diesem Grund stellte die amerikanische Regierung unter Jimmy Carter 1977 die Militärhilfe für Guatemala ein, unterstützte jedoch Direccion de Inteligencia Militar indirekt weiterhin.
Mit der Einführung einer demokratischen Verfassung erhielt der Militärnachrichtendienst 1986 auch eine rechtliche Grundlage. Als Gegengewicht führte man einen zivilen Nachrichtendienst beim Präsidialamt ein, der jedoch auf Grund häufiger Personalwechsel und seiner illegalen Archive seiner vorgesehenen Rolle nicht gerecht wurde. Ein kleiner ziviler Nachrichtendienst entstand auch im Bereich des Innenministeriums, jedoch fehlte ihm eine ausreichende rechtliche Grundlage und qualifiziertes Personal. Aus diesem Grund blieb der militärische Geheimdienst weiterhin die einzig „wirksame“ Organisation ihrer Art in Guatemala.
Seit dem Inkrafttreten des Friedensabkommens im Jahr 1997 wurde die DIMDN stark verkleinert und verlor viel von ihrer früheren Bedeutung. In den letzten Jahren verdächtigte man den Dienst immer wieder, untergründige politische Machtstrukturen im Staat aufzubauen. Andererseits gab es auch Bestrebungen, dem Dienst neue Aufgaben im Bereich der Bekämpfung der Organisierten Kriminalität zuzuweisen und für eine angemessene Zusammenarbeit mit den Sonderermittlungs- und Drogenfahndungsdienststellen der Policía Nacional Civil zu sorgen, bis das Innenministerium über einen eigenen effizienten Nachrichtendienst verfügt.
Künftig soll eine neue Dienststelle beim Präsidialamt die Nachrichtendienste koordinieren und im Kongress ein Gremium zur Überwachung der Dienste eingerichtet werden.